# Château Saint-Maire
Le château Saint-Maire est un château situé à l'extrémité septentrionale de la colline de la Cité de Lausanne, en Suisse.
Construit entre 1397 et 1430, et plusieurs fois rénové, il abrite actuellement le siège du Conseil d'État du Canton de Vaud.

## Période épiscopale

### Construction
À partir du IXe siècle, les évêques de Lausanne logèrent dans le Palais épiscopal (actuel Musée historique), à côté de la cathédrale.
À la fin du XIVe siècle, sous l'épiscopat de Guy de Prangins, l’Évêché était devenu trop exigu et n'apportait plus la sécurité nécessaire aux évêques. Le 5 mai 1396, l'évêque Guillaume de Menthonay obtint du pape le droit de faire déplacer le couvent Saint-Maire et de construire à son emplacement un château-fort appuyé au rempart extrême de la Cité-Dessus, qui deviendrait le palais des évêques. En 1406, à la mort de Guillaume de Menthonay, son successeur, Guillaume de Challant, reprit la construction. Dès 1426, le château resta en chantier, et ce jusqu'à la mort de Guillaume de Challant en 1431. Lors de sa construction, il surplombait le sud de la ville et contrôlait la route d'accès par le Mont, au nord.
Le château doit son nom à Marius d'Avenches, évêque de la fin du VIe siècle, appelé également Saint Maire. Marius est considéré comme l'évêque ayant transféré l'évêché d'Avenches à Lausanne. Les Annales de Falvigny et de Lausanne, document du Xe siècle font remonter ce transfert à l'an 581, lorsque la pression des peuples germaniques venant du nord devient de plus en plus importante. Marius ne se sentant plus en sécurité, il déplace le siège de son diocèse sur la colline de la Cité à Lausanne.

### Architecture
Château de défense et d'habitation, il fut bâti, comme plusieurs autres châteaux de la même époque (Vufflens-le-Château et Blonay notamment), en forme de grand cube. Le château mesure 25 m sur 23 m et a une hauteur de 25 m du côté sud. Les murs ont une épaisseur constante de 2,80m. La partie inférieure de l'édifice, en molasse, est surplombée d'un étage en brique rouge avec mâchicoulis et tourelles d'angles en poivrière. La toiture est à quatre pans droits, haut de 13,50m, avec un faîte à deux pointes. Même si l'utilisation de la brique pour les parties supérieures laisse penser que les maîtres d'œuvre étaient d'origine lombarde, la conception de l'édifice rappelle le renouveau des bâtiments du domaine royal français (Louvre, Vincennes), se caractérisant par des formules romanes : châteaux sans donjon, constitués d'un corps de logis de plan carré, ouvert de fenêtres et cantonné de tours rondes. À l'origine, le château Saint-Maire était séparé de la « Cité-Dessus » par une ou plusieurs enceintes et par un fossé sec à l'ouest. Un pont-levis, actuellement comblé, permettait d'accéder à l'entrée principale.

### Aménagements
Le château Saint-Maire accueillit en 1415 l'empereur Sigismond 1er qui travaillait au concile de Constance et en 1417 le pape Martin V sur son chemin entre Constance et l'Italie.
De 1476 à 1491, sous Benoît de Montferrand, furent entrepris des aménagements intérieurs : cet évêque appliqua son écu sur un vitrail et sur des peintures murales attribuées à Pierre Spicre (mais cette attribution  est disputée). Entre 1491 et 1517, l'évêque Aymon de Montfalcon procéda à d'importants travaux sur l'édifice ainsi qu'à des aménagements internes. L'intérieur du château reçut un nouvel ensemble de peintures et la chambre dite « de l'évêque » fut entièrement rénovée : la devise et les armes de Montfalcon sont toujours visibles en 2011. À la même époque, des prisons furent aménagées dans les parties basses.

## Période bernoise (1536-1798)
En mars 1536, les Bernois conquirent le Pays de Vaud et le dernier évêque, Sébastien de Montfalcon, dut s'enfuir. Le château devint alors le siège du bailli bernois. Avant l'arrivée des Bernois, le haut du château possédait des créneaux, comme le montrent les merlons encore visibles de nos jours. Les toits étaient alors probablement en retrait et un chemin de ronde faisait le tour du bâtiment. Les Bernois, une guerre étant peu probable, bouchèrent les créneaux et le toit fut avancé jusqu'au bord des murs, assurant ainsi une meilleure isolation du château face au froid et aux intempéries. Entre 1572 et 1575, la défense de la colline de la Cité fut complétée par la construction, à l'est du château, de la porte Saint-Maire.
Vers 1789, le bailli accola un bâtiment à deux étages à l'ouest du château, au nord du pont-levis. À la fin du XVIIIe siècle, un vestibule et une cage d'escalier y furent ajoutés par Gabriel Delagrange, faisant disparaître le pont-levis.

## Période vaudoise
En 1798, une fois le Pays de Vaud libéré des Bernois, le dernier bailli, Louis von Büren, quitta le château.
En 1803, le château devint maison cantonale à la création du Canton de Vaud et le pouvoir exécutif vaudois s'y installa. Entre 1814 et 1815, des aménagements furent effectués. Ils furent confiés à Alexandre Perregaux, puis à son fils Henri. La réalisation la plus importante de cette période fut la construction de la conciergerie.
Au cours du XIXe siècle, plusieurs nouvelles transformations furent effectuées : un angle du château fut enterré par une terrasse et la porte Saint-Maire, située initialement au nord-est de l'édifice, fut détruite pour agrandir la route menant à la place du Château.

### Restaurations duXIXesiècle

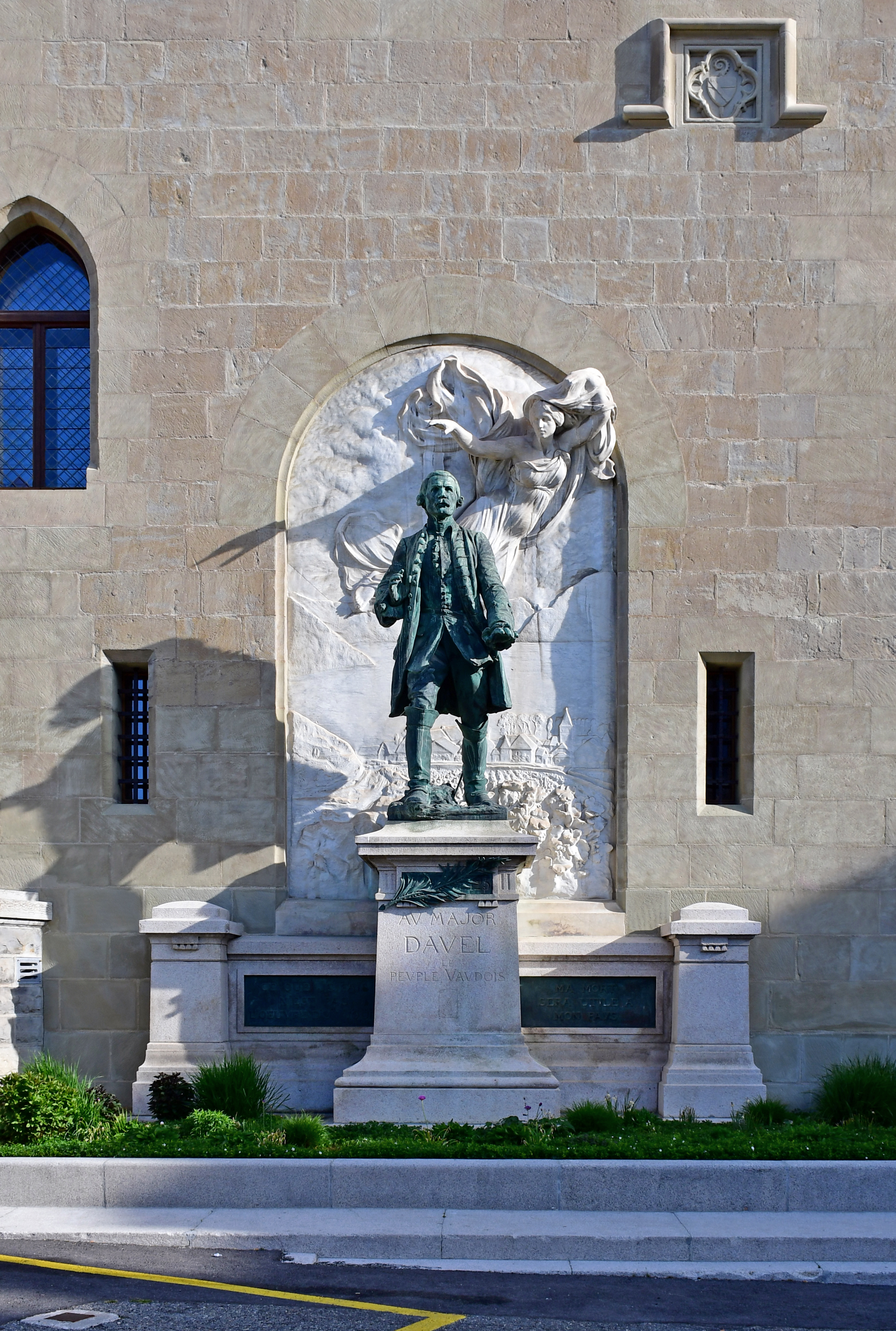
Le monument dédié au Major Davel, contre la face sud du château.

De 1841 à 1844, la cour fut réaménagée pour comporter une partie haute (l'actuelle esplanade) avec balustrade et escalier et une partie basse, surbaissée pour mettre au jour le pied du donjon. Les bûchers, situés dans une cour au pied du mur sud, furent déplacés dans les caves.
De 1844 à 1846, la chambre « de l'évêque » fut restaurée (probablement sous la direction de Louis Wenger) pour devenir la salle d'audience du Conseil d'État, restauration complétée par l'adjonction d'un mobilier.
De 1890 à 1895, les abords du château furent modifiés : les accès, les jardins et les annexes, ainsi que la porte Saint-Maire et la conciergerie, furent supprimés. La place fut en outre abaissée de plusieurs mètres pour faciliter la circulation.
En 1898 eut lieu une réfection générale des façades, avec un agrandissement ou la création de baies. Les côtés sud et est, surtout, subirent d'importantes modifications, réalisées par l'architecte Eugène Jost. Un monument de Maurice Reymond dédié au Major Davel fut édifié contre la façade sud. La porte de la rue de la Barre, en bois doublé de fer, fut construite en 1899.
Jusqu'en 1900, la charpente fut réparée afin de supprimer les poussées qui déséquilibraient l'étage de brique et la porte du côté de la rue de la Barre fut renforcée.
Tous les remaniements de cette époque sont clairement marqués comme interventions modernes par les sigles RL (réfection libre), RF ou RFS (réfection en fac-similé).

### Restaurations duXXesiècle

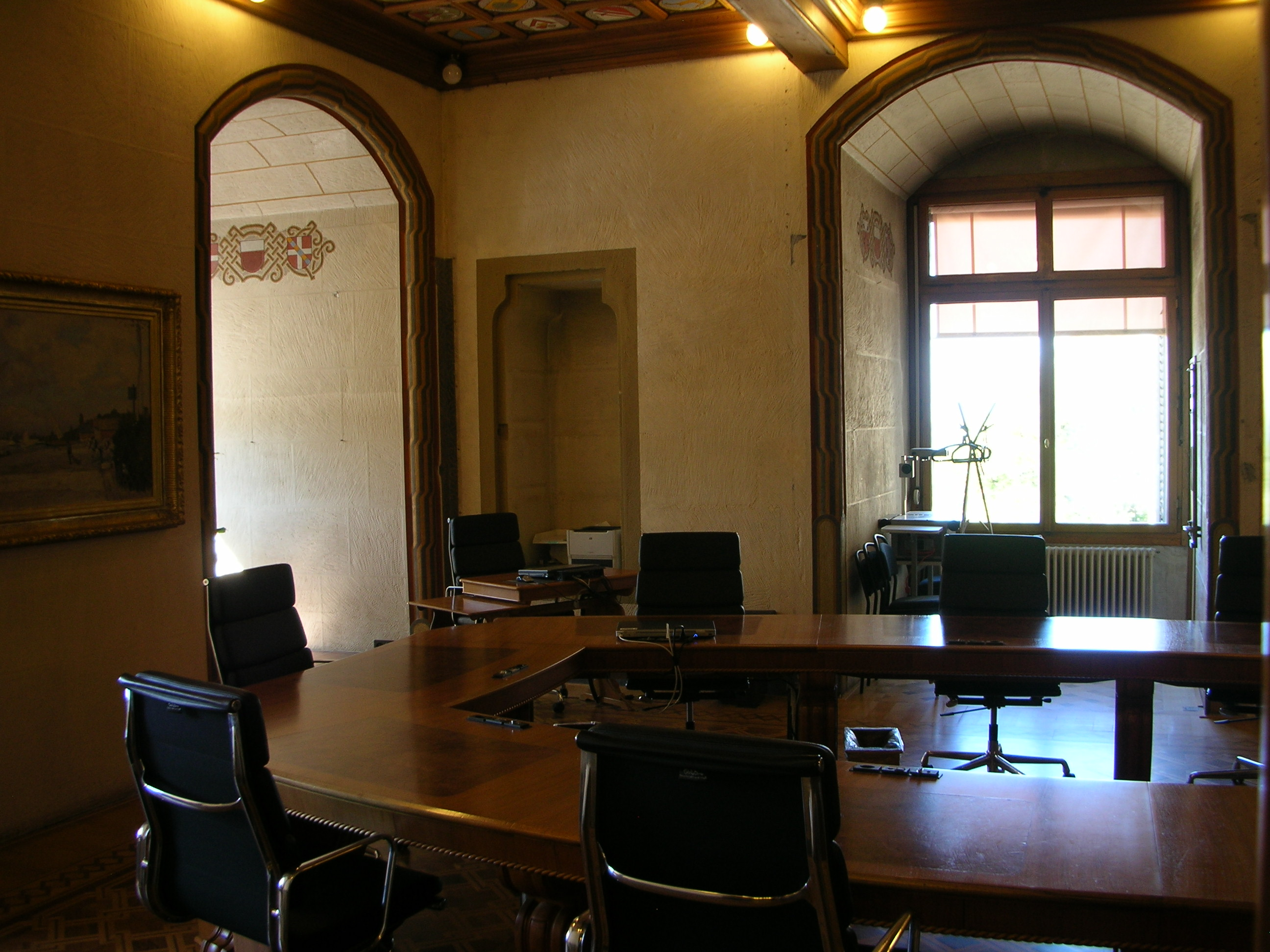
La salle du Conseil d’État.

En 1908, le bûcher installé dans les caves fut remplacé par un local protégé du feu par une chape de béton, qui reçut les archives du Conseil d’État et du Département de justice et de police jusqu'alors entreposées dans les combles. La façade du vestibule fut réparée. Entre 1911 et 1915, le couloir du rez-de-chaussée fut restauré, mettant au jour les peintures du XVIe siècle et l'emplacement des portes d'origine. La salle de l'évêque fut rafraîchie et dotée d'un lustre à huit branches. Entre 1915 et 1924 fut restauré le couloir du premier étage pour lui redonner son état présumé du XVIe siècle. La salle de lecture reçut un décor de style XVIe siècle.
Entre 1918 et 1922, l'étage supérieur fut complètement transformé. Entre 1931 et 1932, les pierres des façades du vestibule furent changées et la cage d'escalier fut rénovée. Par la suite, aucun nouveau remaniement important ne fut effectué. Un projet de porche, donnant accès au vestibule, daté de 1951, fut abandonné. En 1952, une rénovation de la salle de conférences permit de mettre au jour des peintures de l'ancien oratoire.
Le château Saint-Maire est classé comme monument historique depuis le 25 mai 1920 et est inscrit comme bien culturel suisse d'importance nationale. Il est le siège du Conseil d'État, de la Chancellerie d'État et l'état-major du Département de l'intérieur. Il ne peut normalement pas être visité.

### Restaurations duXXIesiècle
Une très importante rénovation budgétée à plus de 23 millions de francs est réalisée entre 2015 et 2018, avec restauration de l'enveloppe extérieure, installation d'ascenseur, création de salles de réunion et meilleure isolation énergétique. Le château rénové est inauguré le 14 avril 2018 (un an après le nouveau bâtiment du Grand Conseil du canton de Vaud).
L'aménagement actuel est le suivant :
- Grand-comble : salle de réunion polyvalente ;
- Deuxième étage (ex chemin de ronde) : secrétariats et bureaux de la Chancellerie d'État ;
- Premier étage : salle du Conseil d'État, bureaux du chancelier et de la vice-chancelière ;
- Rez-de-chaussée : accueil, salle d’attente, bureaux de la cheffe et du secrétariat général du Département des institutions et de la sécurité ;
- Niveau des caves : salle de presse polyvalente et cafétéria.